# Alexandre Tsiouroupa
Alexandre Tsiouroupa (ukrainien : Цюрупа Олександр Дмитрович, Oleksandr Dmytrovytch Tsiouroupa), né le 19 septembre 1870 (1er octobre dans le calendrier grégorien) à Olechky (Empire russe) et mort le 8 mai 1928 à Olyva, est un révolutionnaire russe de premier plan pendant les premières années du gouvernement de Joseph Staline.

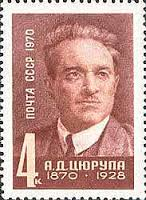
Sur un timbre de 1970.